# 세르지 엔리히
세르지 엔리히(1990년 2월 26일 ~)는 공격수로 활동하는 스페인 축구 선수이다.

## 기타
엔리히는 2016년 팀 동료 안토니오 루나와 함께 피해 여성과 성행위를 하면서 이를 동의 없이 촬영했고, 메신저를 통해 지인들에게 유포했다. 6개월 뒤 문제의 영상이 인터넷에 급속도로 퍼지며 피해 여성은 정신적 충격을 받았다.
피해를 입은 여성은 엔리히를 고발했다. 그는 집행유예 2년을 선고받고 소송 비용 10만 유로(한화 약 1억 3000만 원)와 피해자에게 1만 유로(한화 약 1300만 원)의 벌금을 지불하라는 판결을 받았다.